# Padányi Viktor
Padányi Viktor (Vatta, Borsod vármegye, 1906. január 26. – Melbourne/Moorabbin, 1963. december 3.) történész, nyelvész, író.

## Életpályája
Középiskolai tanulmányait Egerben és Budapesten végezte. A szegedi és a budapesti Tanárképző Főiskola elvégzése után a Szegedi Tudományegyetemen történelemből, filozófiából és magyar irodalomból doktorált. Magyarországon oktatáspolitikai kérdésekkel foglalkozott. Tanított Tarnamérán, Törökszentmiklóson és Kiskunfélegyházán, majd Szegeden az egyetemen. Kiválóan zongorázott, hegedült és festett. Szülei és felesége, Csősz Emilia szintén tanárok voltak. Házasságából három fia született.
Magyarországról 1945-ben távozott. 6 évig a bajorországi Oberammergauban, majd 1951-től az ausztráliai Melbourne-ben élt, ahol mint könyvelő, műszaki rajzoló és tanár működött. Tanulmányai, könyvei főleg a magyar őstörténetre vonatkoznak de írt tankönyvet, regényeket, novellákat, verseket és színdarabokat is. Műveire jellemző a szélsőséges elfogultság és az antiszemita kiszólás.

## Művei
- Összeomlás 1918-19. Az iglói géppuskások regénye; Szeged, 1942, Ablak
- Padányi Viktor–Terjék László: Egyetemes és magyar történet; Nemzedék Ny., Szeged, 1943
- Vörös vihar. Regény a magyar nemzet nehéz idejéből; Stádium, Bp., 1943
- Széchenyi kultúrája; Szeged, 1943
- A nagy tragédia. Szintézis. 1. Így kezdődött...; Sidney, 1952
- Vérbulcsú. Egy ezredéves évfordulóra; Pázmány Péter Szabadegyetem, Buenos Aires, 1954 (Történelmi tanulmányok)
- Vászoly; szerzői, Mosman, 1955
- Tér és történelem. Történetbölcseleti vázlat; szerzői, Melbourne, 1956
- Rákóczi 1711-1961; Nagymagyarországért Mozgalom, Melbourne, 1961
- Sumir-magyar nyelv lélekazonossága; 1961, West Coburg
- Dentumagyaria; Transsylvania, Buenos Aires, 1963 (Magyar történelmi tanulmánysorozat)
- Egyetlen menekvés, Buenos Aires, 1967
- Történelmi tanulmányok; Hídfő Baráti Köre, San Francisco, 1972
- Májusi fagy. Regény; Hídfő Baráti Köre, Lyndhurst, 1975
- Két tanulmány / Hor-Aha - Harku - Horka. Magyarázatok a Menes kérdéshez / Az etruszkok származásának új megvilágítása; ford. Imre Kálmán; Magyar Adorján Baráti Kör, Bp., 1997
- Űri Előd: Történelmi tanulmányok a magyar honfoglalásról A honfoglalás avar háttere; Űri-Galaxy Publications, Footscray, 2014

## Külső hivatkozás
- Padányi Viktor életrajza Archiválva 2007. március 6-i dátummal a Wayback Machine-ben, arpad.org
- Gadó György parlamenti felszólalása Padányi a Hunnia füzetekben megjelent írásai ellen